# Campodoro
Campodoro – miejscowość i gmina we Włoszech, w regionie Wenecja Euganejska, w prowincji Padwa.
Według danych na rok 2004 gminę zamieszkiwało 2170 osób, 197,3 os./km².